# Dorfkirche Profen

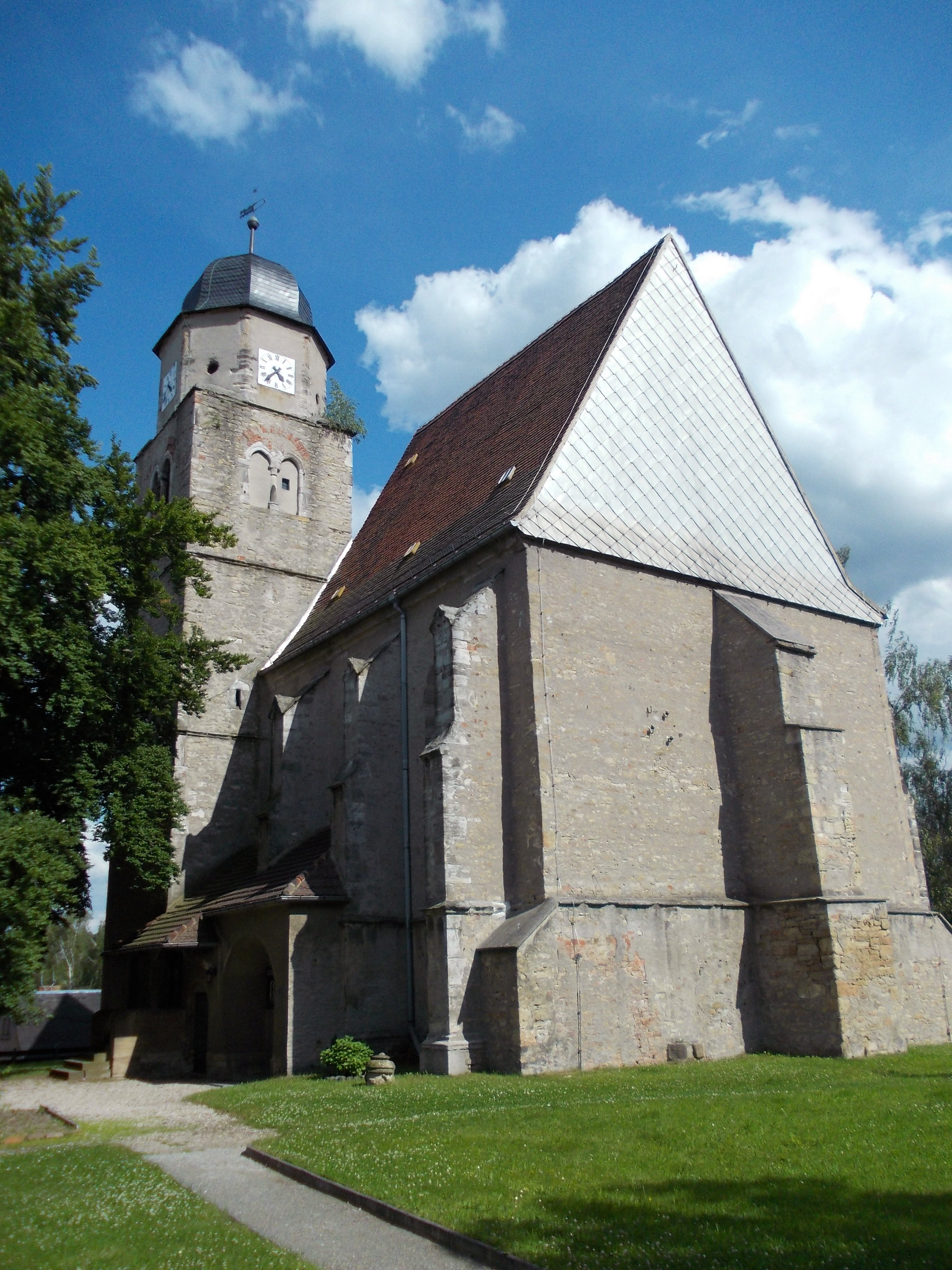
Dorfkirche Profen

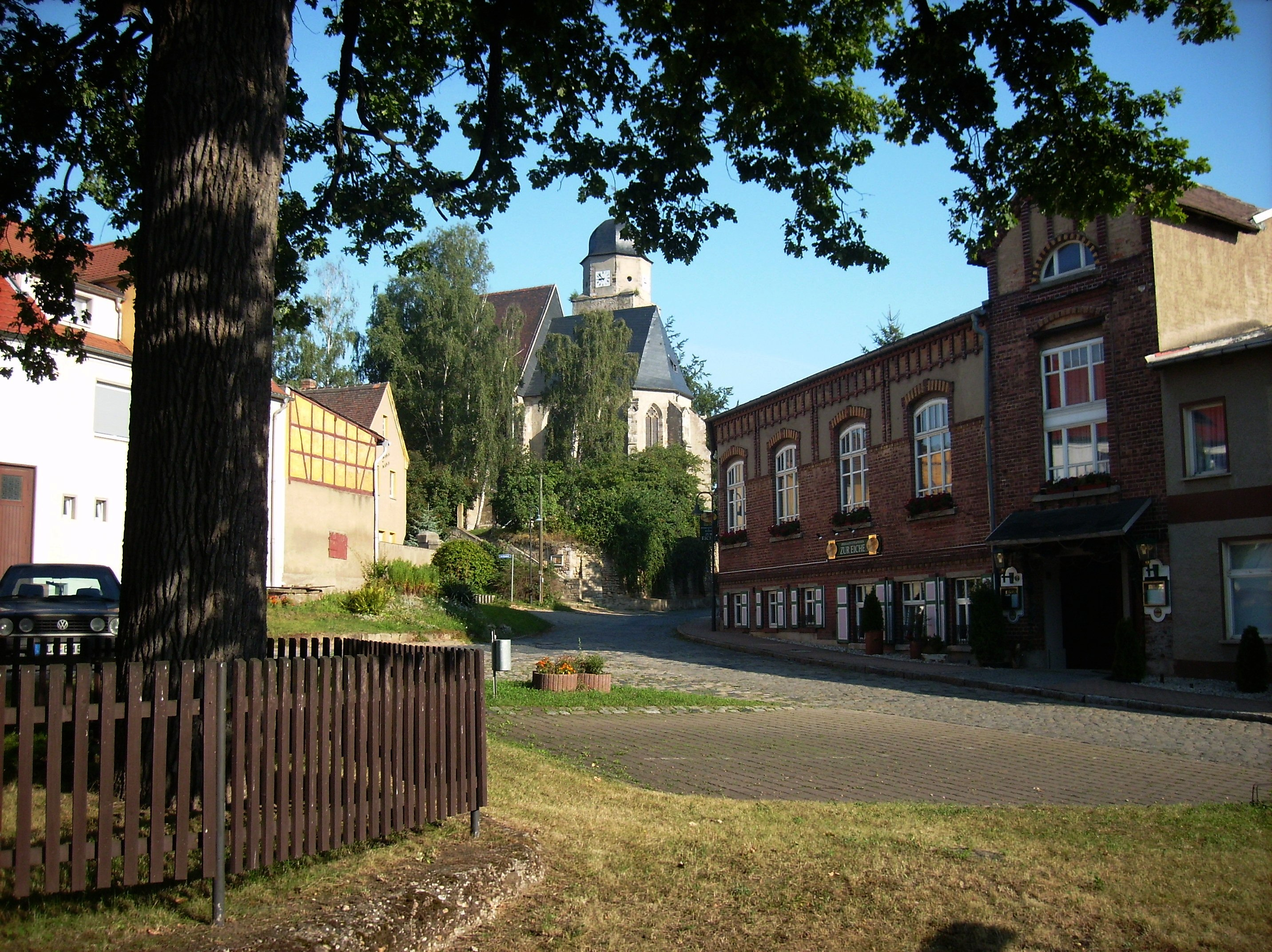
Dorfkirche Profen im Ortsbild

Die evangelische Dorfkirche Profen ist eine gotische Saalkirche in der zur Gemeinde Elsteraue gehörenden Ortschaft Profen im Burgenlandkreis in Sachsen-Anhalt. Sie gehört zum Pfarrbereich Profen im Kirchenkreis Naumburg-Zeitz der Evangelischen Kirche in Mitteldeutschland (EKMD).

## Geschichte und Architektur
Die Kirche ist ein einheitliches spätgotisches Bauwerk mit kurzem rechteckigem Schiff und einem gleichhohen, schmaleren Chor mit Dreiachtelschluss; an der Nordseite des Chors ist ein quadratischer Turm angebaut. Der Chor ist inschriftlich auf 1495, das Schiff auf 1509 datiert, nur das Oberteil des Turms mit Achteckgeschoss und Schweifhaube stammt von einem Umbau 1589 durch Bartel und Andreas Sprotta. Auf die gleiche Zeit geht auch die im Winkel zwischen Turm und Chor angebaute Wendeltreppe zurück. Restaurierungen erfolgten in den Jahren 1911 und 1967.
Profen hatte besondere Bedeutung als Dekanatskirche in einem der ältesten Pfarrorte des Bistums Zeitz-Naumburg, welcher im Spätmittelalter Marktrechte besaß, deshalb ist die Ausführung und Gestaltung für eine Dorfkirche außergewöhnlich aufwändig.
Das Äußere wird durch Strebepfeiler und große spitzbogige Maßwerkfenster über umlaufendem Kaffgesims geprägt; an der Nord- und Südseite des Schiffs sind kielbogige Stabwerkportale angeordnet.
Das Innere wird im Schiff durch eine bemalte Balkendecke, im Chor durch ein Netzrippengewölbe geschlossen; der Chor ist zum Schiff durch einen hohen Triumphbogen geöffnet. Auch die spätgotischen Untergeschosse des Turms sind gewölbt, im Erdgeschoss befindet sich die Sakristei, im Obergeschoss die Eiserne Kammer (Schatzkammer). Das Innere der Kirche wird durch die einheitliche barocke Bemalung und die auf kleinem Raum zusammengedrängte, vielfältige Ausstattung geprägt. Im Schiff ist eine doppelte Hufeisenempore von 1715 eingebaut, an deren Brüstungsfeldern sind 16 Ovalbilder angeordnet, die unten Szenen des Neuen und oben des Alten Testaments darstellen. Das Gestühl stammt einheitlich aus dem 17. Jahrhundert.

## Ausstattung
Das Hauptstück der Ausstattung ist ein wertvoller Altar des Manierismus mit reich geschnitztem Rahmen, der angeblich aus dem Jahr 1616 stammt. Er zeigt auf vier Gemälden in der Mitte das Jüngste Gericht, auf der Predella das Abendmahl, darüber eine Darstellung der Stifterfamilie und im Aufsatz die Auferstehung Christi. Aus der gleichen Zeit stammt die hölzerne Kanzel, an der Brüstung sind Christus und die vier Evangelisten gemalt, auf dem Schalldeckel ist Gottvater geschnitzt dargestellt. In der Sakristei findet sich eine spätgotische Sakramentsnische. Ein hölzernes, lebensgroßes Triumphkreuz stammt vom Anfang des 16. Jahrhunderts. Ein Epitaph in Form einer Holztafel an der Nordwand des Chores erinnert an Georg von Draschwitz († 1601). Auf dem Kirchhof sind Grabmale für Wilhelmine von Bünau († 1746) in Rokokoformen und für Johann Gottlob Huth († 1790) mit einem von einer Vase bekröntem Säulenstumpf erhalten.
In der Kirche befindet sich die heute älteste erhaltene Kegelladenorgel Mitteldeutschlands, welche im Jahr 1854 von Orgelbaumeister Conrad Geißler aus Eilenburg gebaut wurde. Die Orgel hat 24 Register auf zwei Manualen und Pedal und wurde im Jahr 2021 restauriert. Die Besucherkirche ist von Ostern bis zum 31. Oktober und über Weihnachten bis zum 6. Januar tagsüber geöffnet.